# La Baronnie
La Baronnie ist eine französische Gemeinde mit 760 Einwohnern (Stand: 1. Januar 2022) im Département Eure in der Region Normandie; sie gehört zum Arrondissement Évreux und zum Kanton Saint-André-de-l’Eure. 
Zum 1. Januar 2016 wurde die Gemeinde als Commune nouvelle aus den bisher eigenständigen Kommunen Garencières und Quessigny gebildet. Der Verwaltungssitz befindet sich in Garencières.

## Geographie
La Baronnie liegt etwa 15 Kilometer südsüdöstlich des Stadtzentrums von Évreux.

### Nachbargemeinden
Umgeben ist La Baronnie von den Nachbargemeinden Saint-Luc im Norden und Nordwesten, Le Val-David im Norden, Saint-Germain-de-Fresney im Osten und Nordosten, Fresney im Osten, Saint-André-de-l’Eure im Süden, La Forêt-du-Parc im Westen und Südwesten sowie Prey im Westen und Nordwesten.

### Gemeindegliederung
| Ortsteil                      | ehemaliger INSEE-Code | Fläche (km²) | Einwohnerzahl zum 1. Januar 2022 |
| ----------------------------- | --------------------- | ------------ | -------------------------------- |
| Garencières (Verwaltungssitz) | 27277                 | 6,87         | 647                              |
| Quessigny                     | 27484                 | 4,35         | 113                              |

## Sehenswürdigkeiten

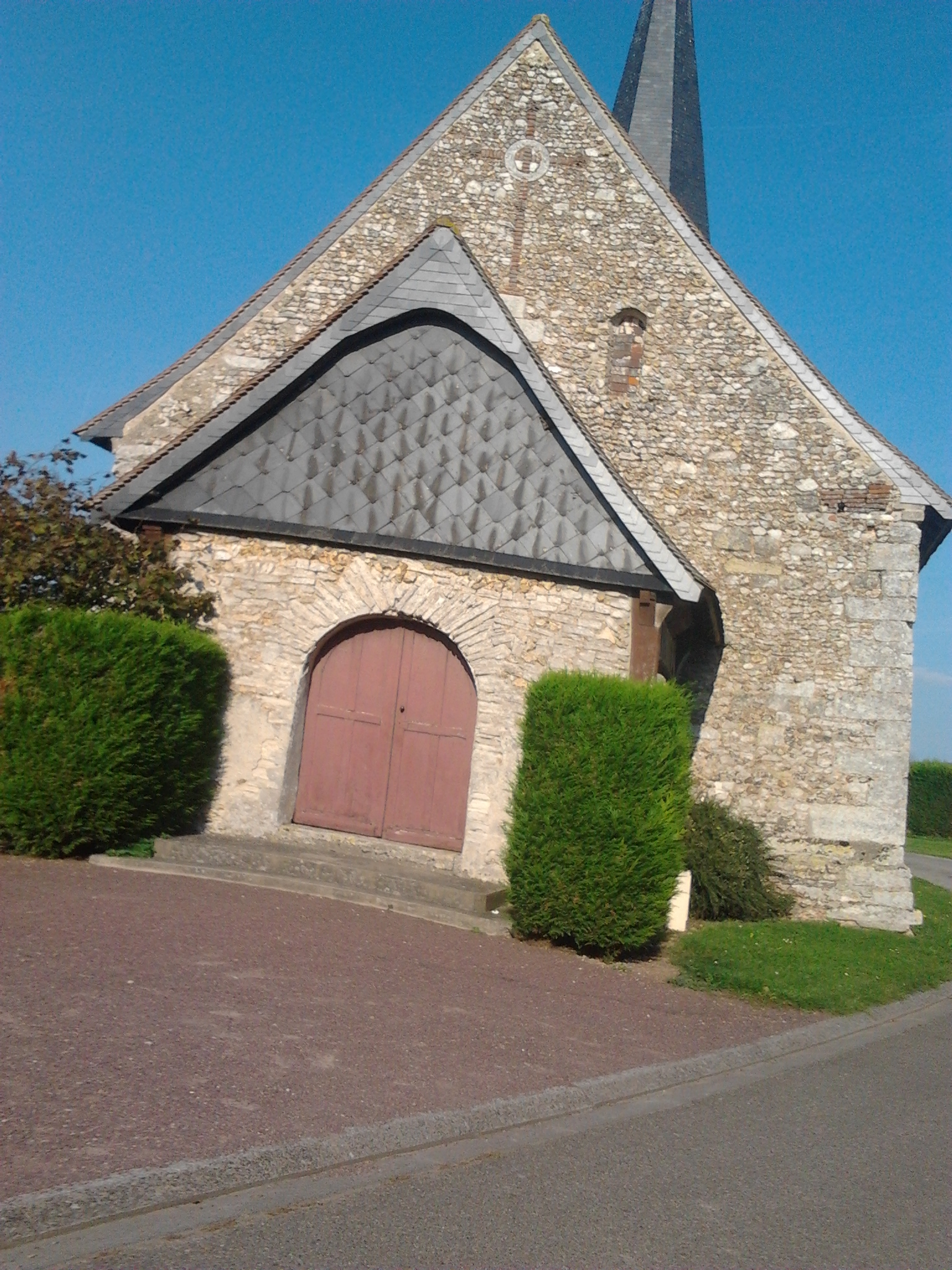
Kirche Saint-Arnoult in Garencières

### Garencières
- Kirche Saint-Arnoult

### Quessigny
- Kirche

## Persönlichkeiten
- Désiré-Magloire Bourneville (1840–1909), Neurologe, in Garencières geboren